# História de Estrela
A história de Estrela inicia muito antes de sua emancipação, ocorrida em 1876; ela inicia na colonização germânica do Rio Grande do Sul.

## Origem do nome
Quando os primeiros colonizadores chegaram à região, eles perceberam uma intensa luz num pântano. Na verdade era apenas o reflexo da lua cheia que estava ali, porém eles acreditaram que era uma estrela cadente. Daí surge a denominação de Estrela.

## Colonização
Já durante a Guerra dos Farrapos, em 1835, se estabeleciam os primeiros habitantes, no lugar denominado Bom Retiro. Os fazendeiros Antônio Israel Ribeiro e a família Louzada foram seus primeiros moradores, os quais possuíam enormes extensões de terras.
Entretanto, a fundação está situada por volta do ano de 1856, época em que foi instalada a Fazenda Estrela, com elementos fundamentalmente germânicos, de propriedade do Cel. Victorino José Ribeiro, cujas terras pertenciam administrativamente à freguesia de São José do Taquari, hoje município de Taquari. Após dois anos, Carlos Arnt criou a colônia de Teutônia, também de Taquari.
Em 1862, a população da colônia ainda é pequena: 317 habitantes. A primeira capela evangélica é inaugurada em 18 de fevereiro de 1863. A exportação dos produtos produzidos (como mandioca, centeio, trigo, milho, feijão e batata) era feita através do Rio Taquari. Em 30 de setembro de 1871, começou a funcionar a primeira escola para rapazes, criada por lei provincial nº 771, de 4 de maio do mesmo ano.

## Emancipação
Em 1872, o coronel Antônio Vitor Sampaio Mena Barreto, grande proprietário de terras, fundou o povoado, sob a invocação de Santo Antônio. O coronel foi líder do movimento emancipacionista e é considerado fundador de Estrela. Logo após chegavam os Ruschel, família numerosa e dinâmica que lançaria as bases de indústria e comércio locais.

A Lei nº 857, de 2 de abril de 1873, criava a freguesia de Santo Antônio da Estrêla, que se desmembrava, assim da de São José do Taquari. Neste mês ainda criavam-se duas escolas masculinas e uma feminina. Em 24 de agosto, o padre Francisco Schleipen celebrava ali a primeira missa. Em
1874, a área da freguesia era aumentada com a incorporação de territórios à margem direita do Rio Taquari (atuais município de Lajeado, Arroio do Meio, Encantado e parte de Guaporé).
O município emancipou-se em 20 de maio de 1876, conforme a Lei nº 1044, sancionada pelo Conselheiro Tristão de Alencar Araripe, presidente da Província de São Pedro do Rio Grande do Sul, sendo assim o segundo município mais antigo do Vale do Taquari.

## Formação Administrativa[2]
- Fundação: O distrito foi criado com a denominação de Estrela (ex-povoado), em 1873, subordinado ao município de Taquari.
- Emancipação: Foi elevado à categoria de vila em 20 de maio de 1876.
- Em 1911, possuía 3 distritos: Estrela, Pinheiro Machado e Roca Sales.
- Criado Distrito de Corvo: Em 1913, é criado o distrito de Corvo.
- Criado Distrito de Boa Vista de Teutônia: Em 1918, é criado o distrito de Boa Vista da Teutônia.
- Renomeação de Boa Vista da Teutônia e Pinheiro Machado: Em 1938, os distritos de Boa Vista da Teutônia e Pinheiro Machado tomaram a denominação, respectivamente, de Teutônia e Ouro Branco.
- Renomeação de Ouro Branco: Em 1944, o distrito de Ouro Branco passou a chamar-se Languiru.
- Emancipação de Roca Sales: Em 1954, o distrito de Roca Sales é elevado à categoria de município.
- Criado Distrito de Arroio da Sêca: Em 1955, é criado o distrito de Arroio da Sêca.
- Criado Distrito de Canabarro: Em 1955, é criado o distrito de Canabarro.
- Emancipação de Teutônia, Canabarro e Languiru: Em 1981, desmembram-se os distritos de Teutônia, Canabarro e Languiru, formando o município de Teutônia.
- Criado Distrito de Costão: Em 1984, é criado o distrito de Costão.
- Criado Distrito de Delfina: Em 1985, é criado o distrito de Delfina.
- Emancipação de Imigrante: Em 1988, o distrito de Arroio da Seca é levado à categoria de município, com a denominação de  Imigrante.
- Emancipação de Colinas: Em 1992, o distrito de Corvo é elevado à categoria de município, com a denominação de Colinas.
- Criado Distrito de Glória: Em 1992, é criado o distrito de Glória.
- Criado Distrito de Novo Paraíso: Em 2004, é criado o distrito de Novo Paraíso.
- Na divisão territorial de 2007, o município é constituído de 5 distritos: Estrela, Costão, Delfina, Glória e Novo Paraíso.